# Agrostis radula
Agrostis radula é uma espécie de gramínea do gênero Agrostis, pertencente à família Poaceae.